# Pseudomicroplus rugosus
Pseudomicroplus rugosus är en skalbaggsart som beskrevs av Blanchard 1850. Pseudomicroplus rugosus ingår i släktet Pseudomicroplus och familjen Melolonthidae. Inga underarter finns listade i Catalogue of Life.